# Pucará (Festung)
|                                     | Dieser Artikel wurde im Portal Chile zur Verbesserung eingetragen. Hilf mit, ihn zu bearbeiten, und beteilige dich an der Diskussion! |
| Vorlage:Portalhinweis/Wartung/Chile | |

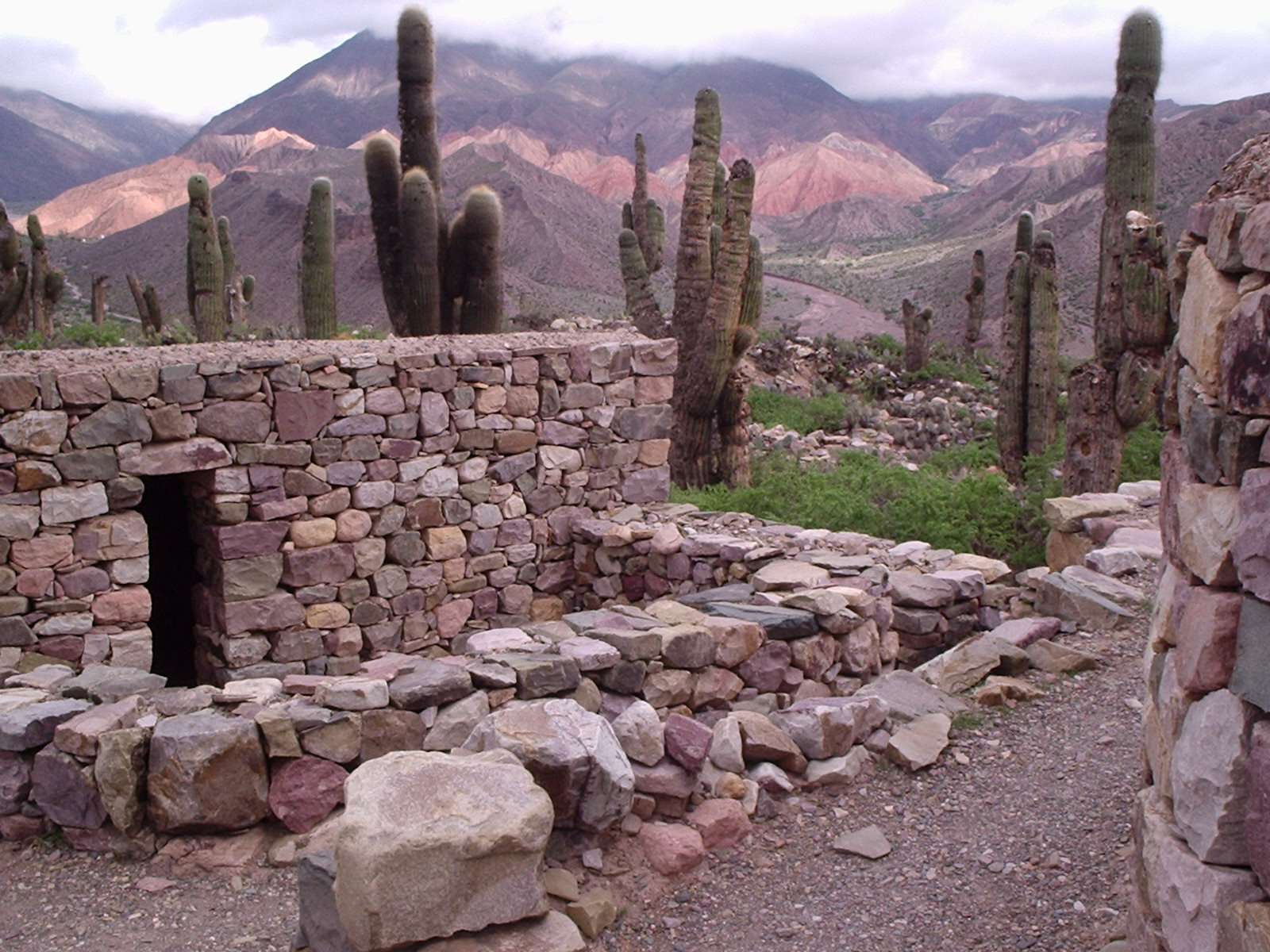
Pucará de Tilcara in Argentinien

Ein Pucará (Quechua pukara: Festung) ist eine von den Inka oder anderen Ureinwohnern der Zentral-Anden errichtete Festung. Pucarás gibt es in Ecuador, Peru, Bolivien, im Norden Chiles und im Nordwesten Argentiniens, wo sie auch Pucara (Betonung auf der zweiten Silbe) heißen.
Heute ist der Begriff als Toponym in der Andenregion weit verbreitet.